# Genezis (film)
A Genezis 2018-ban bemutatott magyar film, amelyet Bogdán Árpád rendezett és írt.
A producerei Ferenczy Gábor és Taschler Andrea. A főszerepekben Csordás Milán, Cseh Anna Marie, Illési Enikő Anna, Danis Lídia és Kovács Zsolt láthatók. Zeneszerzője Víg Mihály. A film gyártója a FocusFox Studio és Mirage Film Studio, forgalmazója a Mirage Film Studio. Műfaja filmdráma. 
Magyarországon 2018. április 12-én mutatták be a mozikban.

## Szereplők
| Szereplő | Színész           |
| --- | ----------------- |
| Ricsi | Csordás Milán     |
| Hanna | Cseh Anna Marie   |
| Virág | Illési Enikő Anna |
| Mira | Danis Lídia       |
| Úgyvéd | Kovács Zsolt      |
| Péter | Molnár Levente    |
| Misi | Ravasz Tamás      |
| Ricsi apja | Szilvási István   |
| Virág anyja | Berki Szofi       |
| Jani | Lukács Dezsö      |
| Rendőr | Füle Zoltán       |
| Jogász | Kosynus Tomi      |
| Zsolt | Nagy Norbert      |
| Vizsgálóbíró | Vajdai Vilmos     |
| A Trial újságírója | Veres Balázs      |
| További szereplők |                   |
| Darabont Mikold, Durkó Zoltán, Györfi Anna, Kapu Hajni, Stubendek Katalin, Nyakó Júlia, Nádasi László, Tzafetás Roland, Varga Tamás, Vona János |                   |